# Roche-lès-Clerval
Roche-lès-Clerval är en kommun i departementet Doubs i regionen Bourgogne-Franche-Comté i östra Frankrike. Kommunen ligger i kantonen Clerval som tillhör arrondissementet Montbéliard. År 2022 hade Roche-lès-Clerval 98 invånare.

## Befolkningsutveckling
Antalet invånare i kommunen Roche-lès-Clerval
Referens:INSEE